# Девід Крістал
Девід Крістал (англ. David Crystal) — британський лінгвіст, академік та письменник. Насамперед відомий своїми працями про лінгвістику та англійську мову.

## З біографії
Крістал вивчав англійську філологію в Університетському коледжі Лондона і викладав у Бангорському та Редінгському університетах. 1995 року отримав звання офіцера Ордена Британської імперії, а 2000 року став членом Британської академії. Автор, співавтор та редактор понад 120 книг на різну тематику. Крістал прихильник інтернет-лінгвістики, тому, зокрема, також публікує праці на цю тематику. Брав участь у постановках п'єс Шекспіра, надаючи поради щодо оригінальної вимови.
Крістал народився у місті Лісберн, Північна Ірландія, 6 липня 1941 року, після того, як його матір евакуювали туди під час бомбардування Великої Британії авіацією гітлерівської Німеччини. До того, як йому виповнився рік, його батьки розлучилися. Більшу частину свого дитинства нічого не знав про свого батька, але згодом дізнався про його життя та кар'єру в Лондоні та про його наполовину єврейське походження. Виріс разом зі своєю матір'ю у Голігеді (Північний Уельс) і Ліверпулі (Англія), де з 1951 року навчався у Коледжі святої Марії. Крістал — римо-католик.
Мешкає у Голігеді разом з дружиною Гіларі, колишньою логопедкою, а нині авторкою дитячих книжок. Має четверо дорослих дітей. Його син Бен Крістал також пише книги і є співавтором чотирьох книжок, виданих разом з батьком.
У 1959—1962 роках Крістал вивчав англійську мову в Університетському коледжі Лондона, а у 1962—1963 працював дослідником використання англійської мови під керівництвом Рандольфа Кверка. Невдовзі Крістал почав викладати у Бангорському університеті та Університеті Редінга, а також є почесним професором лінгвістики у Бангорі. Вийшовши на пенсію, присвятив себе письменницькій, редакторській та консультантській діяльності. Також Крістал часто бере участь у телевізійних та радіо трансляціях. Його співпраця з BBC включає участь у радіопередачі на BBC Radio 4 з питань мови, а також участь у подкастах на вебсайті BBC World Service для тих, хто вивчає англійську мову.
1995 року Крістал отримав Орден Британської імперії, а 2000 року став членом Британської академії. Крім того, він є одним із засновників Наукового товариства Уельсу і членом Інституту лінгвістів. Серед його наукових зацікавлень: вивчення та викладання англійської мови, клінічна лінгвістика, судова лінгвістика, зникнення мови, «лудична лінгвістика» (неологізм Крістала для вивчення мовної гри), стиль, англійський жанр, Шекспір, індексування та лексикографія. Патрон Міжнародної асоціації викладачів англійської як іноземної мови (IATEFL), почесний президент Чартерного інституту редакторів та коректорів (CIEP) і патрон Британської національної асоціації грамотності (UK National Literacy Association). Крістал також консультант журналу «Babel» — мовного журналу, в якому публікує свої статті.
Крістал — автор, співавтор та редактор понад 120 книг на різну тематику, спеціалізуючись, серед іншого, на редагуванні довідників. Його авторству належать: «Кембриджська енциклопедія мови» (1987, 1997, 2010) та «Кембриджська енциклопедія англійської мови» (1995, 2003, 2019). Також як редактор Крістал працював над «Кембриджським біографічним словником», «Кембриджським фактфайндером», «Кембриджською енциклопедією» та «Новою енциклопедією від видавництва „Пінгвін“» (2003).
Також пише п'єси та поезію. Крім того, Крістал видав кілька книжок про лінгвістику та англійську мову, націлених на пересічного читача, використавши різні графічні матеріали та короткі есеї, щоб в доступний спосіб викласти технічний матеріал. У своїй статті «Чим є стандартна англійська», Крістал висуває гіпотезу, що на глобальному рівні англійська мова одночасно віддалятиметься і зближуватиметься, а місцеві варіанти ставатимуть все менш взаємнозрозумілими, що призведе до необхідності появи Світового стандартного усного англійського мовлення (див. також Міжнародну англійську).
У своїй книзі «Історії англійської мови» (2004) Крістал описує цінність, яку бачить у лінгвістичному розмаїтті та визнання різних різновидів англійської мови, які, як правило, вважаються «нестандартними». 2009 року видавництво «Routledge» опублікувало його автобіографічні мемуари «Просто фраза, крізь яку я проходжу: Моє життя в мові», яка вийшла одночасно з DVD, що містить три його лекції. У своїй книзі «Скажи це чітко: Дивовижна і захоплива історія правопису англійської мови» (2013) Крістал пояснює, чому деякі англійські слова важко правильно написати. 2015 року вийшла його побіжна книга на цю тематику — «Визначення розділових знаків: Педантична історія пунктуації в англійській мові», яку видали «Profile Books» (Велика Британія) та «St. Martin's Press» (США).
Крістал прихильник інтернет лінгвістики як навчальної дисципліни. 2001 року науковець видав книгу «Мова та інтернет», присвяченій цій тематиці. У книзі «Txtng: The Gr8 Db8» (2008) Крістал зосередив свою увагу на мові СМС-повідомлень та їхньому впливі на суспільство. Також став редактором книжкової серії «The Language Library».
У 2001—2006 роках Крістал обіймав посаду Голови компанії «Crystal Reference Systems Limited», надаючи послуги з довідникового контенту, технологій Інтернет-пошуку та реклами в Інтернеті. Продукти компанії, такі як «iSense» і «Sitescreen», базуються на патентованій глобальній моделі даних, складній семантичній мережі, яку Крістал розробив у початковій формі в 1980-х роках та адаптував для використання в Інтернеті в середині 1990-х років. Серед них є технологія семантичного таргетингу та технологія захисту брендів. Після того, як Ad Pepper Media N.V. придбала компанію, Крістал до 2009 року залишився у складі правління як директор з досліджень та розробок.
Крістал взяв участь у кампанії, яка полягала у збережені монастиря в Голігеді від руйнування. Кампанія призвела до створення Центру Ухельдре.
Як експерт з еволюції англійської мови, у 2004—2005 роках Крістал брав участь у постановці п'єс Шекспіра на сцені Theatre, даючи акторам поради щодо оригінальної вимови. З того часу також працював консультантом при кількох інших постановках п'єс Шекспіра з оригінальною вимовою, зокрема працював над п'єсами «Сон літньої ночі», «Гамлет», «Макбет», «Перікл», «Венеційський купець» та «Генріх V».